# Cathèdre

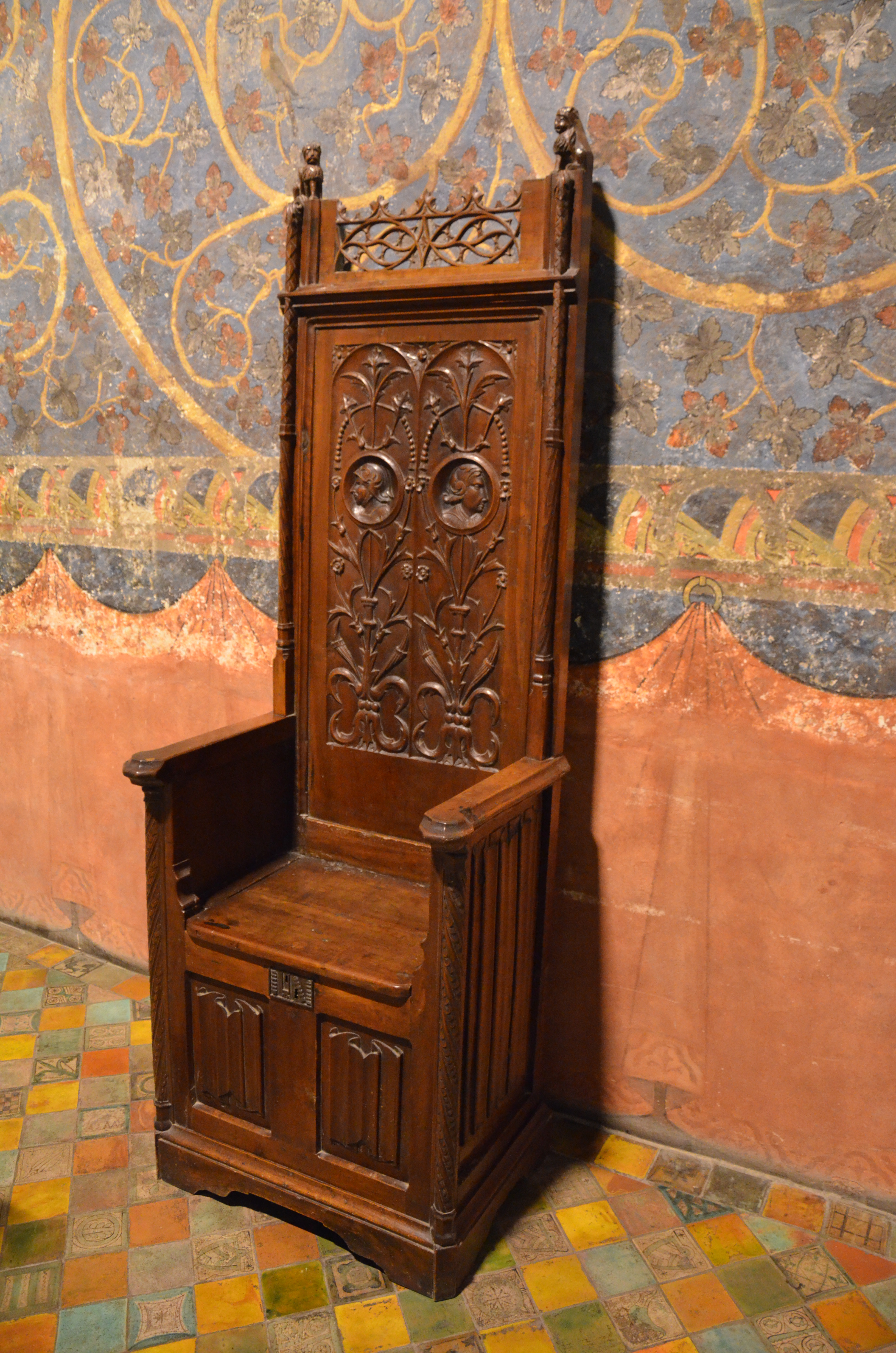
Cathèdre pontificale du palais des papes d'Avignon.

La cathèdre est un siège ou un trône liturgique réservé à un évêque dans un lieu de culte, généralement une cathédrale, ou à un abbé dans les bâtiments de l'abbaye dont il a la direction.

## Étymologie
Cathèdre est la transcription du grec ancien καθέδρα (kathedra), « siège ». En français, ce terme savant est directement calqué sur le latin cathedra « siège muni d'un haut dossier ». En ancien français, on retrouve le verbe « cathédrer » et le participe « cathédrant » qui signifient « siéger », et l'adjectif « église cathédrale » avant que la cathédrale ne soit un nom au XVIIe siècle. Il a aussi donné en français les mots chaire, chayère et chaise.

## Symbolisme
Dans la liturgie chrétienne, la cathèdre est le symbole de l'autorité, de l'enseignement et de la juridiction épiscopale, dans la liturgie catholique, ce symbole est concrétisé par le siège de célébration de l'évêque dans sa cathédrale.
Le terme apparaît dans la littérature patristique sous la forme « Apostolorum cathedrae », indiquant que ce siège est directement issu de la chaire des apôtres.

## Histoire

### Dans les Églises primitives

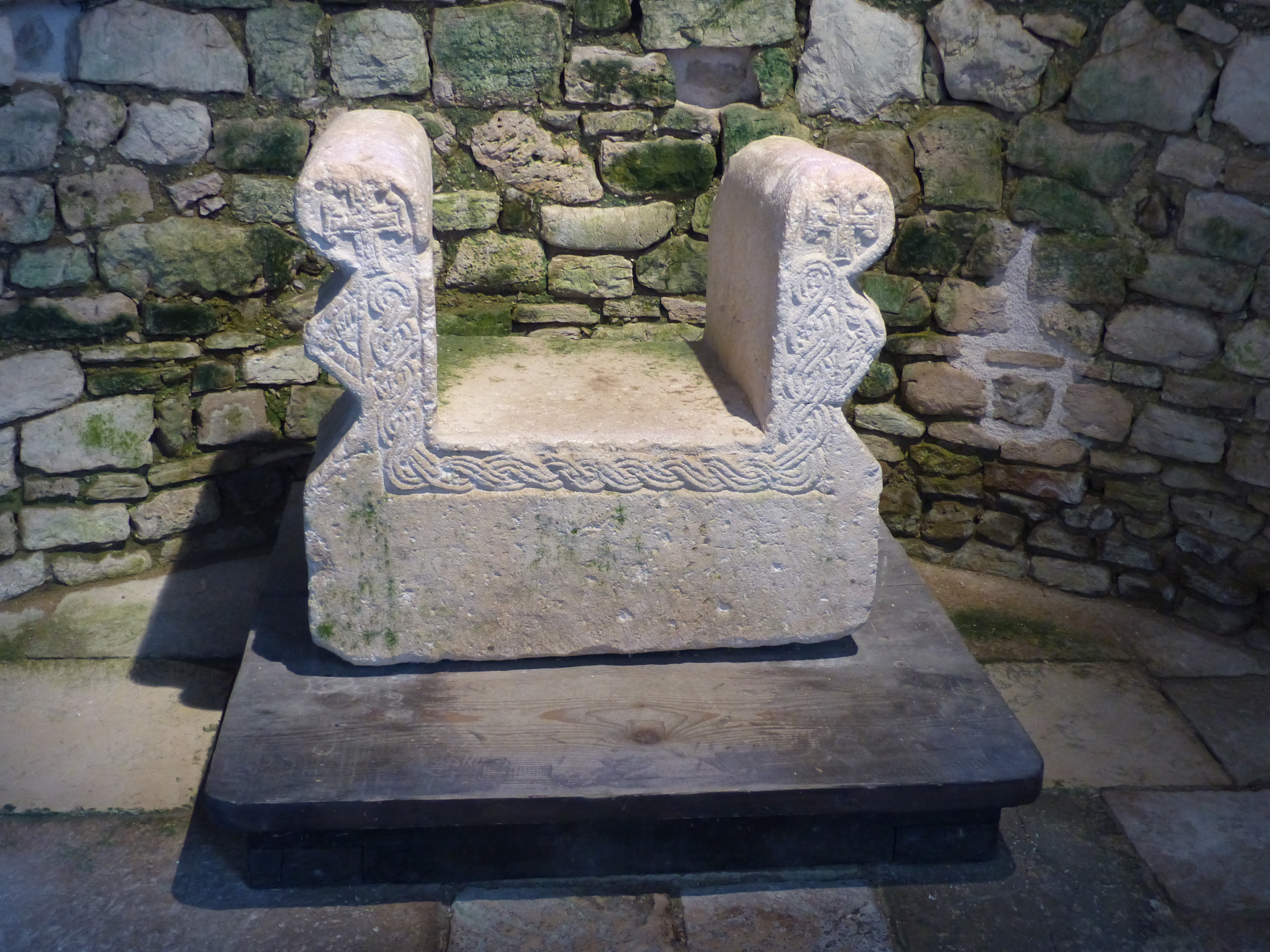
Cathèdre de Poreč (Croatie).

À Rome, les empereurs romains construisent à partir du IVe siècle des sanctuaires destinés au culte chrétien hors du pomœrium et qui adoptent l'architecture des basiliques civiles romaines.
Dans ces églises primitives, la cathedra est placée dans l'axe au fond de l'abside derrière le maître autel, comme le siège du magistrat dans la basilique civile qui a fourni le modèle type, modèle parfois encore adopté aujourd'hui.

### Dans les Églises occidentales
Au Moyen Âge, les autels sont placés contre le mur de l'abside, aussi prit-on l'habitude de positionner le siège sur le côté (le plus souvent à gauche où est lu l'évangile).

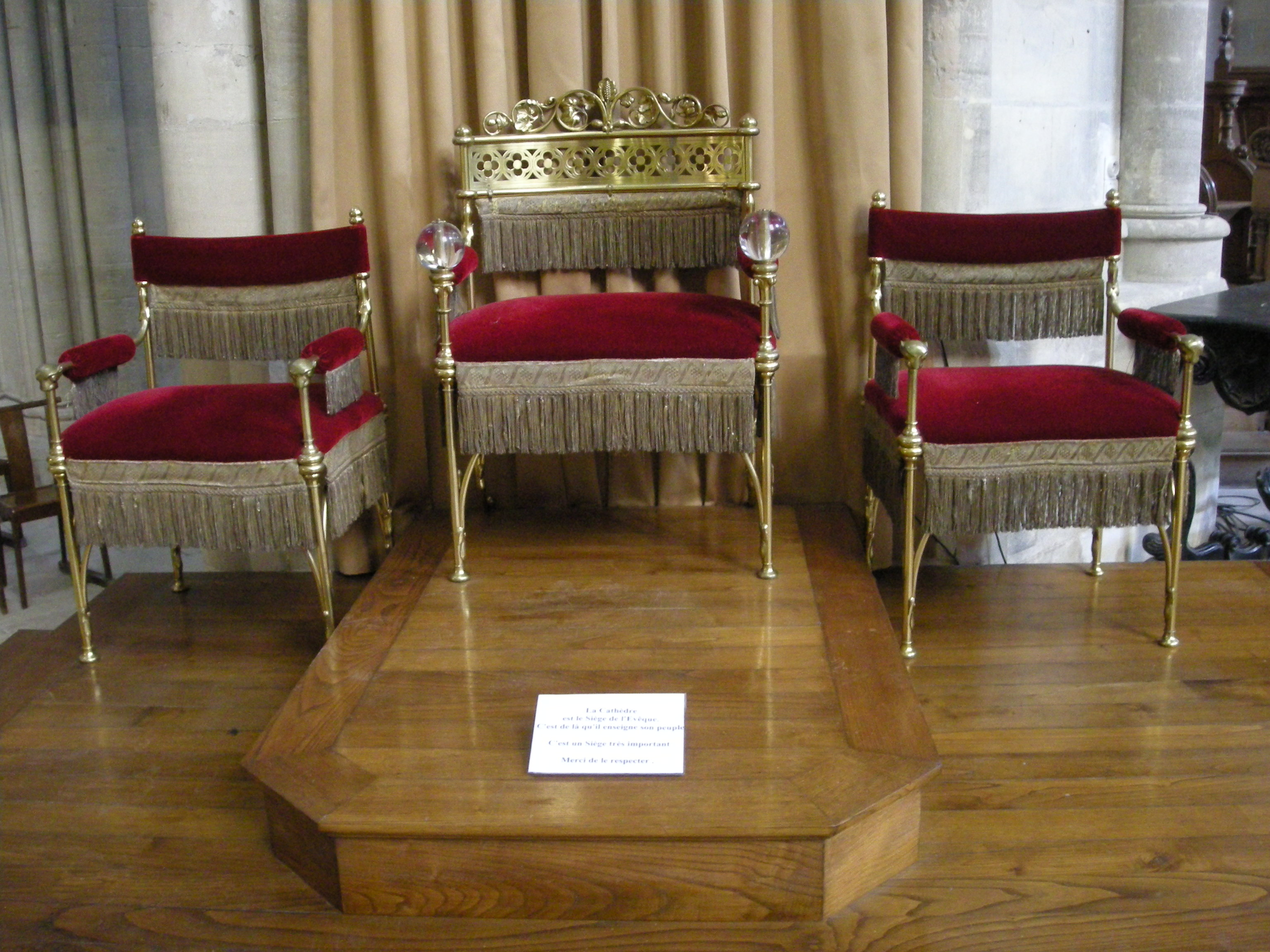
La cathèdre de l'évêque à la cathédrale Notre-Dame de Coutances.

Les cathèdres sont de formes très variées dans les cathédrales catholiques, allant d'un simple siège surélevé comme à la cathédrale Notre-Dame de Coutances à un véritable trône, comme celles de la cathédrale de Monaco ou de la primatiale de Lyon dans des styles eux aussi très divers.
Depuis le IIe concile œcuménique du Vatican, l'Église catholique romaine a la liberté de placer la cathèdre où elle le souhaite. Dans les cathédrales construites ou rénovées après les réformes de Vatican II, la chaire est souvent placée derrière l'autel, comme dans les basiliques romaines.
Dans l'Église anglicane, la cathèdre était habituellement mise sur le côté dans le chœur ; cependant la pratique contemporaine est de la placer sur le côté gauche.
Alors que la cathèdre est une chaise ou un trône fixe, le faldistoire est le siège mobile que l’on déplace selon les nécessités des cérémonies.

## Ex cathedra
On retrouve cathedra dans l'expression latine ex cathedra, « avec l'autorité infaillible du Pape ».